# Baikalomermis acroporosa
Baikalomermis acroporosa (лат.) — вид круглых червей из семейства Mermithidae (отряд Mermithida, Nematoda). Эндемик озера Байкал (Россия), где обнаружен на илистом дне на глубине 72 м.
Круглые черви микроскопических размеров. Имеют 6 продольных хорд и 6 головных папилл. Снаружи покрыты кутикулой с отчётливой перекрёстной волокнистостью. Предположительно паразиты водных личинок комаров-звонцов (Chironomidae). Вид был впервые описан в 1976 году профессором Иваном Антоновичем Рубцовым и включён в отдельный род Baikalomermis Rubzov, 1976 из семейства Mermithidae.